# بستنة الفراشات
بستنة الفراشات، (الاسم العلمي: Butterfly Gardening) هي نشاط بيئي يجمع بين متعة البستنة والحفاظ على البيئة من خلال زراعة نباتات تجذب الفراشات. يُعتبر هذا النوع من البستنة وسيلة رائعة لإضافة الحياة والجمال الطبيعي إلى أي مساحة خارجية، وفي الوقت نفسه دعم التنوع البيولوجي.

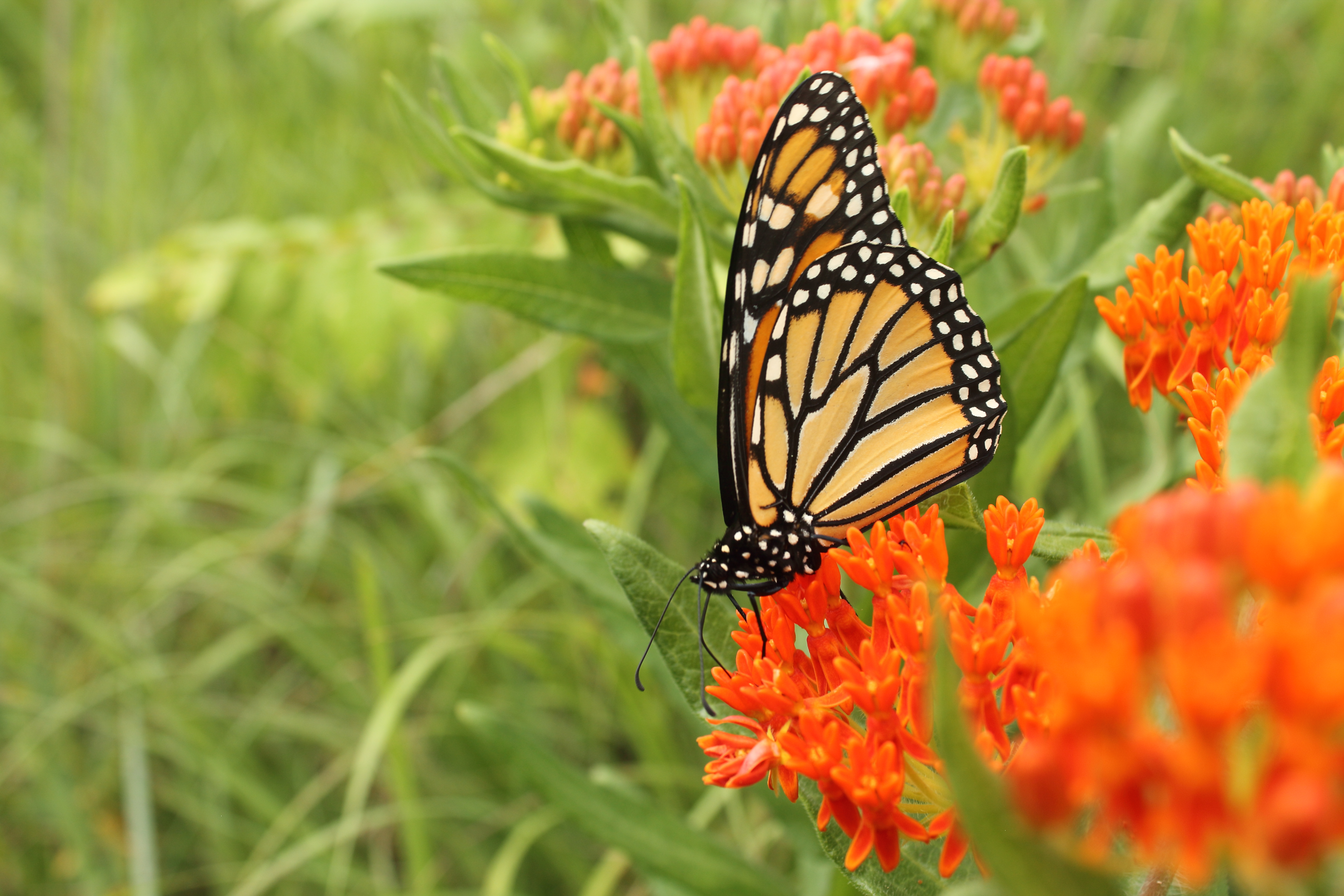
فراشة ملكية (Danaus plexippus) تتغذى على عشبة الفراشة (Asclepias tuberosa). وقد انخفضت أعداد الفراشات الملكية بشكل كبير بسبب فقدان الموائل في الولايات المتحدة وإزالة الغابات في مناطق الشتاء في المكسيك.

## الأهمية
تُعد الفراشات من المؤشرات البيئية الهامة؛ فهي تساهم في تلقيح النباتات وتعزيز استدامة النظام البيئي. مع تزايد الضغوط البيئية مثل فقدان الموائل واستخدام المبيدات الحشرية، يمكن أن تساعد بستنة الفراشات في توفير ملاذ آمن لهذه الكائنات الرقيقة.
الفوائد الأساسية:

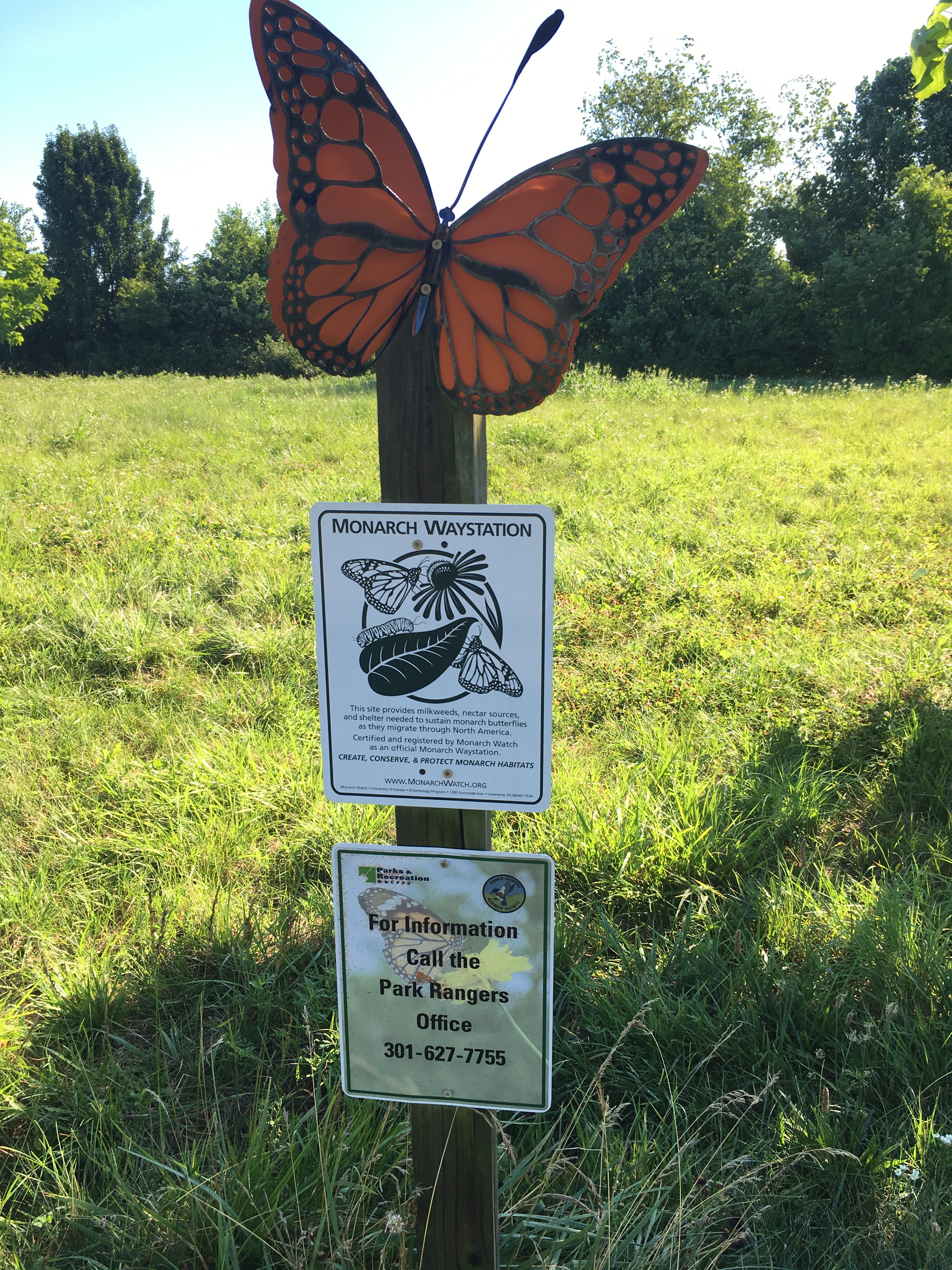
محطة توقف للملك بالقرب من بلدة بيرين هايتس في مقاطعة برينس جورج، ماريلاند (يونيو 2017)

- تلقيح النباتات: تساهم الفراشات في زيادة إنتاجية الحدائق عن طريق تلقيح النباتات.
- تعزيز التنوع البيولوجي: توفر الحدائق الملائمة للفراشات بيئة لنمو مجموعة واسعة من الأنواع.
- التعليم والترفيه: تمنح هذه الحدائق فرصة لتعلم المزيد عن الفراشات ودورات حياتها.[3]

## تصميم الحديقة

### اختيار النباتات المناسبة
يجب اختيار النباتات التي توفر الغذاء والرحيق للفراشات في مختلف مراحل حياتها.
النباتات المضيفة: ضرورية لتضع الفراشات بيضها عليها، مثل:

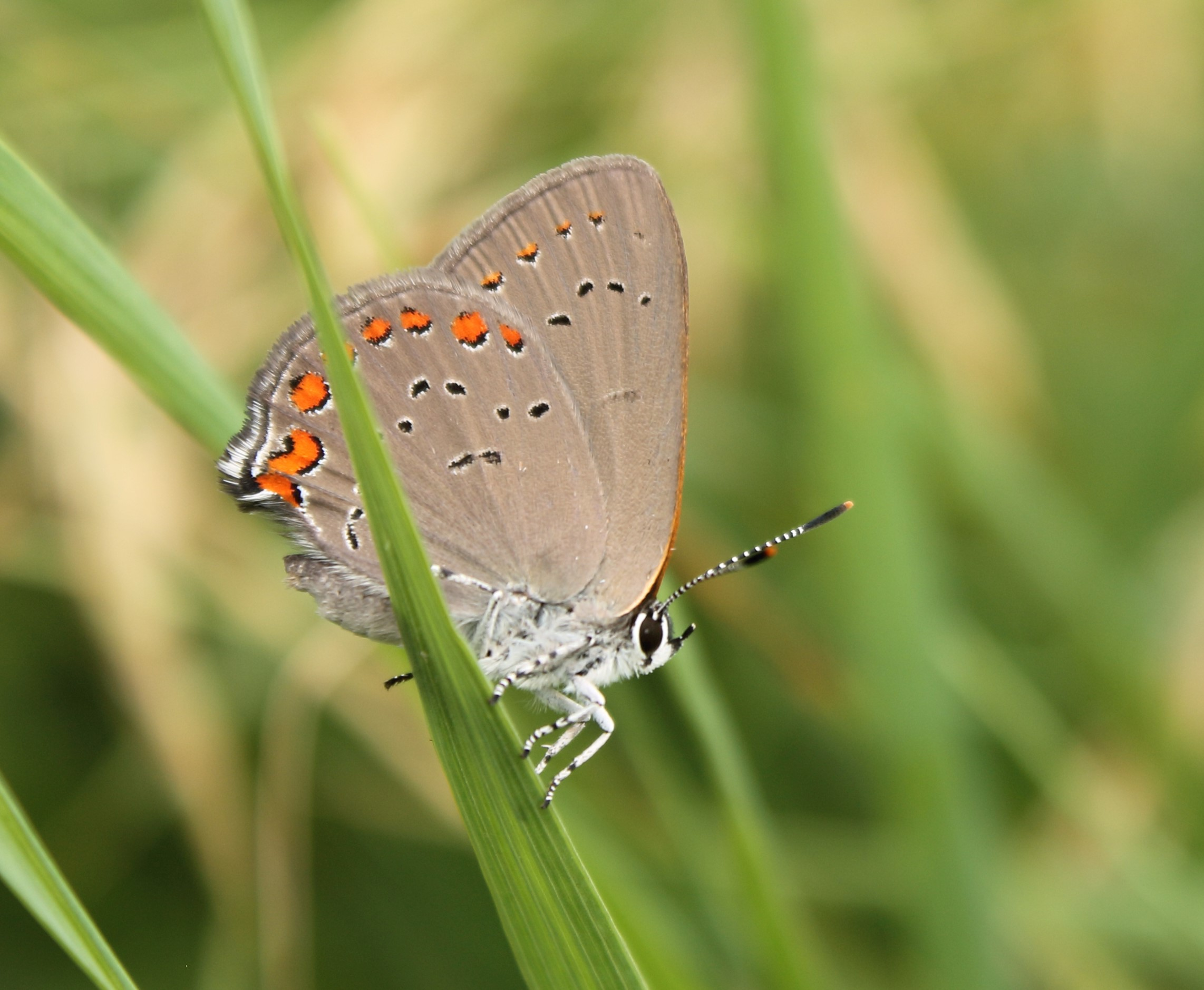
يرقات المرجان (Satyrium titus) تستقر على كتلة من العشب. تتغذى اليرقات على الأنواع من عائلة Rosaceae، بما في ذلك الكرز

- Milkweed للفراشة الملكية.
- Parsley لفراشة الذيل بشق.

نباتات الرحيق: مثل:
- الزينيا (Zinnia).
- الخزامى (Lavender).
- القطيفة (Marigold).

### تصميم الموقع
- التعرض للشمس: الفراشات كائنات شمسية تحتاج إلى ضوء الشمس للنشاط والطيران.
- الحماية من الرياح: يمكن زراعة أشجار وشجيرات لحماية الفراشات أثناء الطيران والتغذية.
- إضافة المياه: وضع أوعية صغيرة أو أحجار مسطحة مبللة يساعد الفراشات على شرب الماء.[1]

التنوع النباتي
استخدام مجموعة متنوعة من النباتات المزهرة بألوان وأشكال مختلفة يجذب أنواعًا مختلفة من الفراشات. اختر أزهارًا بألوان زاهية مثل الأحمر، البرتقالي، الأصفر، والبنفسجي.

## نصائح للعناية بحديقة الفراشات
- تجنب المبيدات الحشرية: يمكن أن تكون المبيدات الكيميائية ضارة بالفراشات واليرقات.
- زراعة النباتات الأصلية: النباتات المحلية أكثر قدرة على جذب الفراشات المحلية وتلبية احتياجاتها الغذائية.
- الصيانة المستمرة: إزالة الأعشاب الضارة والحفاظ على النظافة يساعد في توفير بيئة صحية.

## الفراشات الشائعة في الحدائق

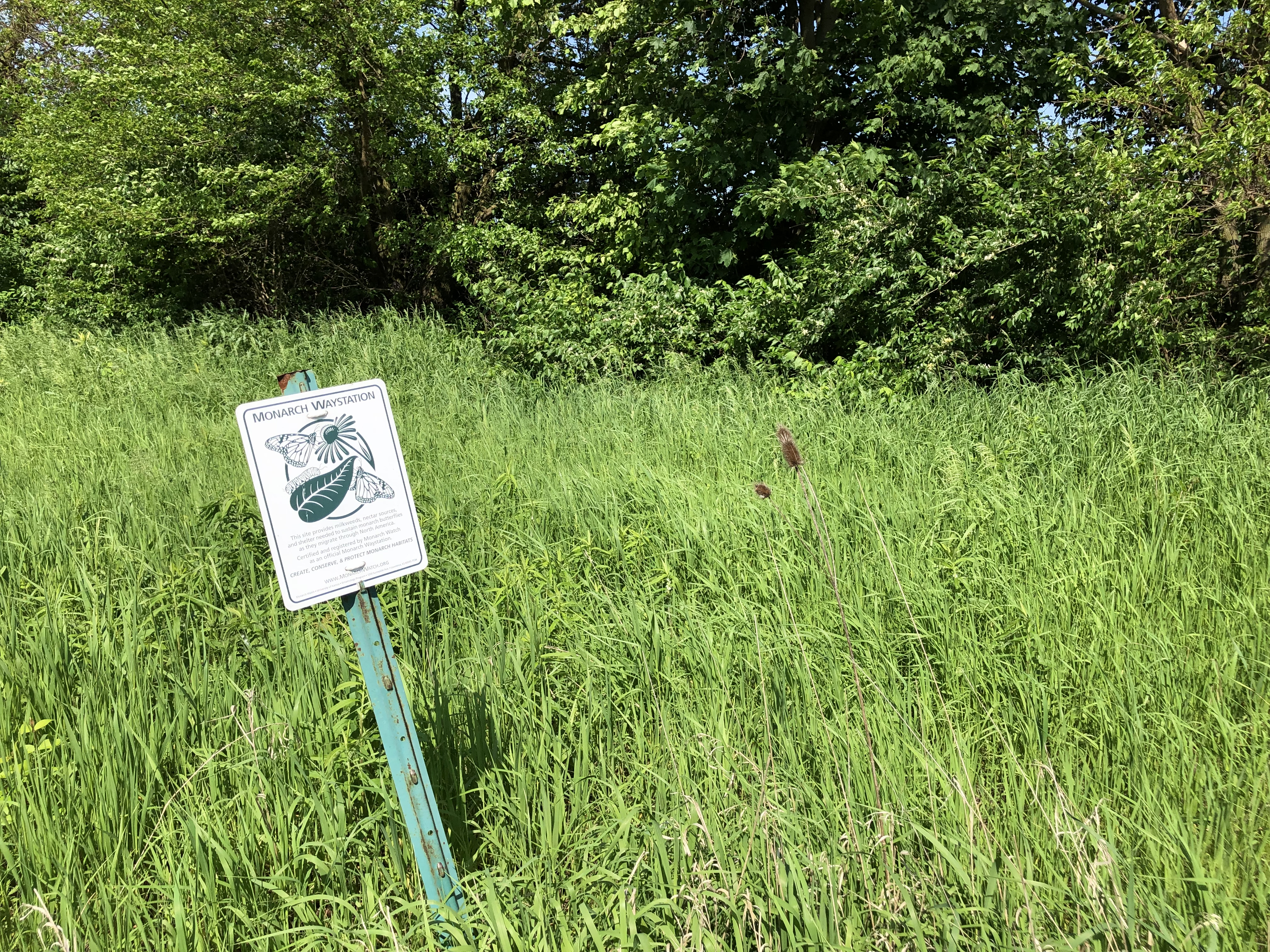
محطة توقف للملك في بولينج جرين، أوهايو ، بالقرب من توليدو (مايو 2019)

- الفراشة الملكية (Danaus plexippus): تفضل زراعة Milkweed.
- فراشة الذيل بشق (Papilio glaucus): تتغذى يرقاتها على أشجار مثل الصنوبر والكرز.
- الفراشة الحمراء المرقطّة (Vanessa atalanta): تُفضل نبات القراص كمضيف.

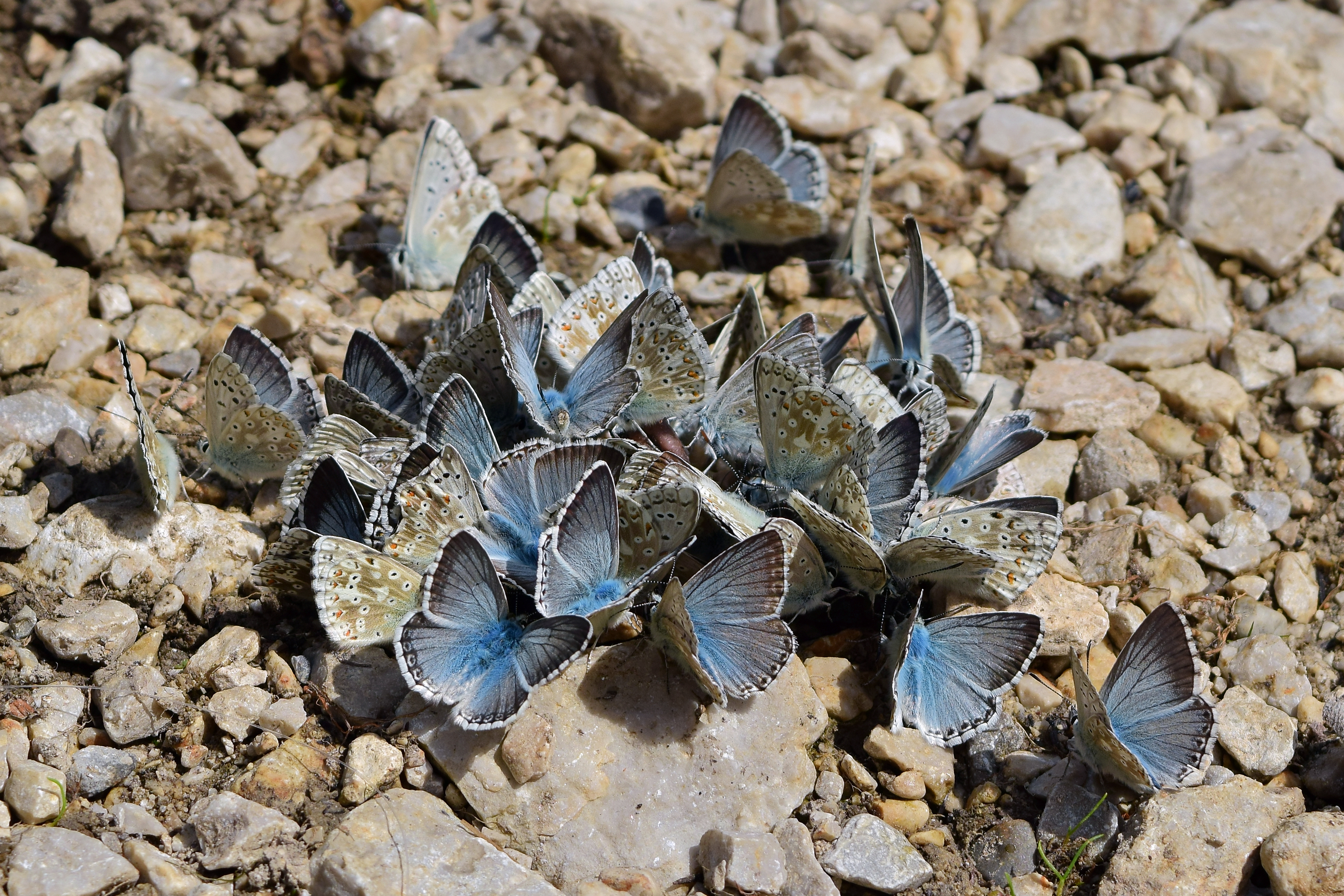
مجموعة من نباتات ليزاندرا كوريدون

## فوائد بيئية واجتماعية
- دعم الأنواع المهددة: مع انخفاض أعداد الفراشات عالميًا، تسهم الحدائق الصديقة للفراشات في حمايتها.
- جذب الطيور والنحل: تعمل الحديقة كبيئة ملائمة للعديد من الكائنات الأخرى، مما يزيد التنوع في الحديقة.[5]

## الفراشات والعث في نباتات الرحيق النموذجية

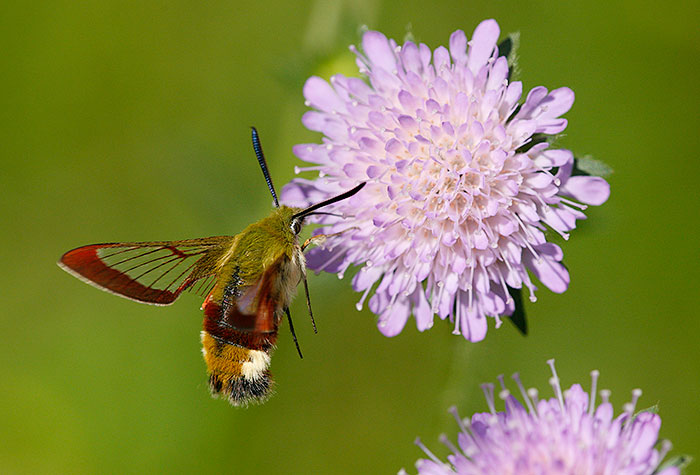
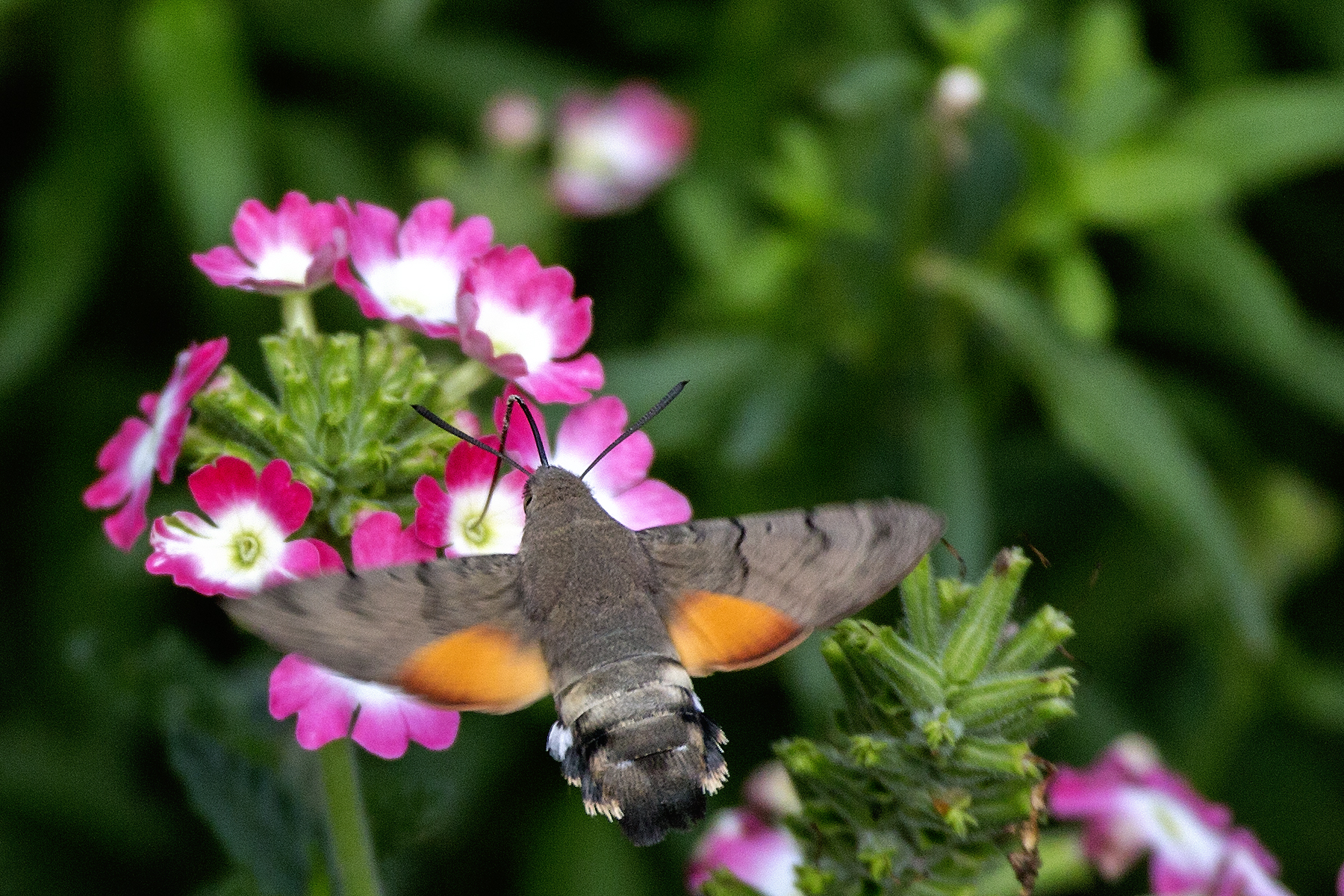
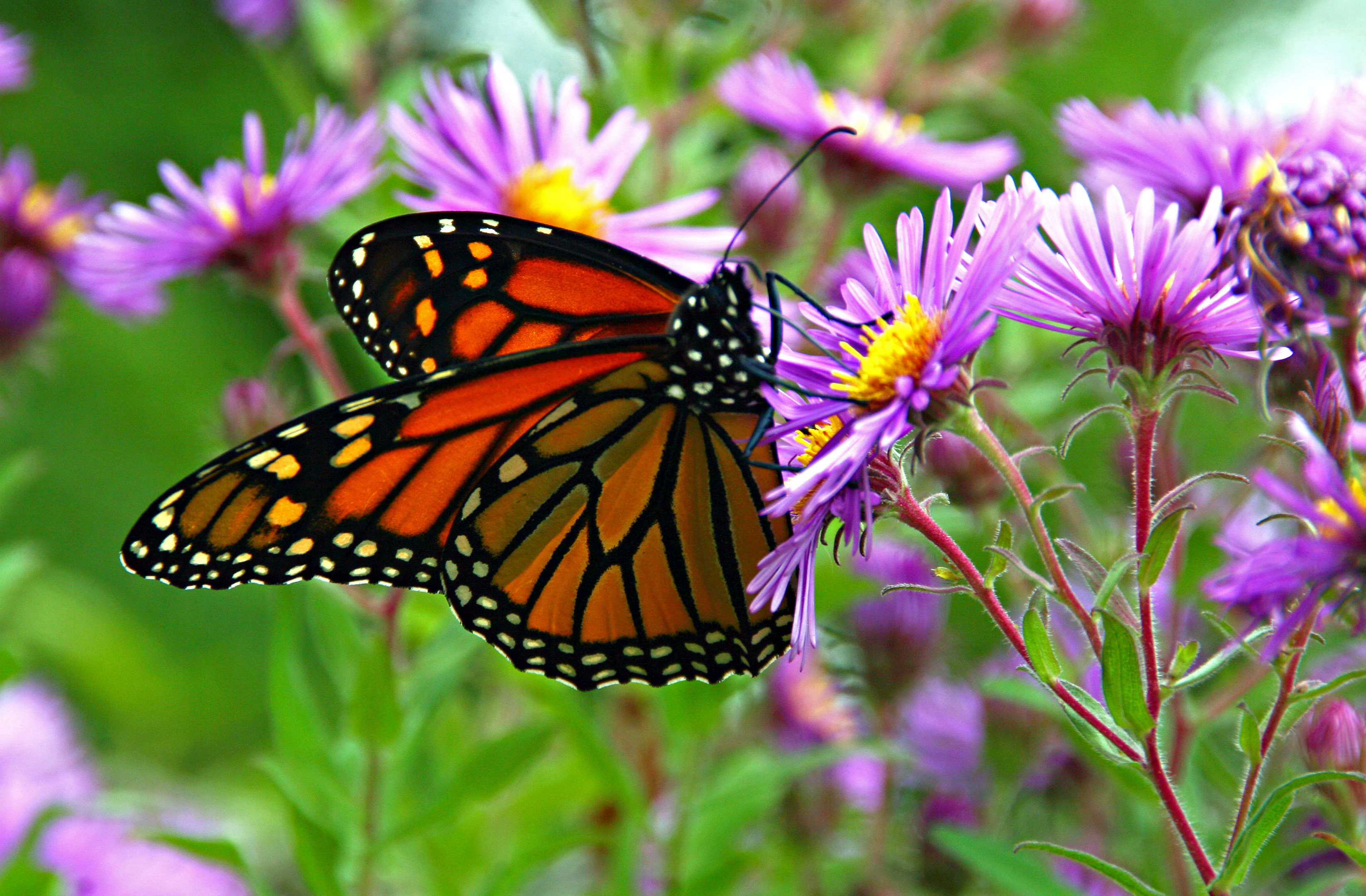
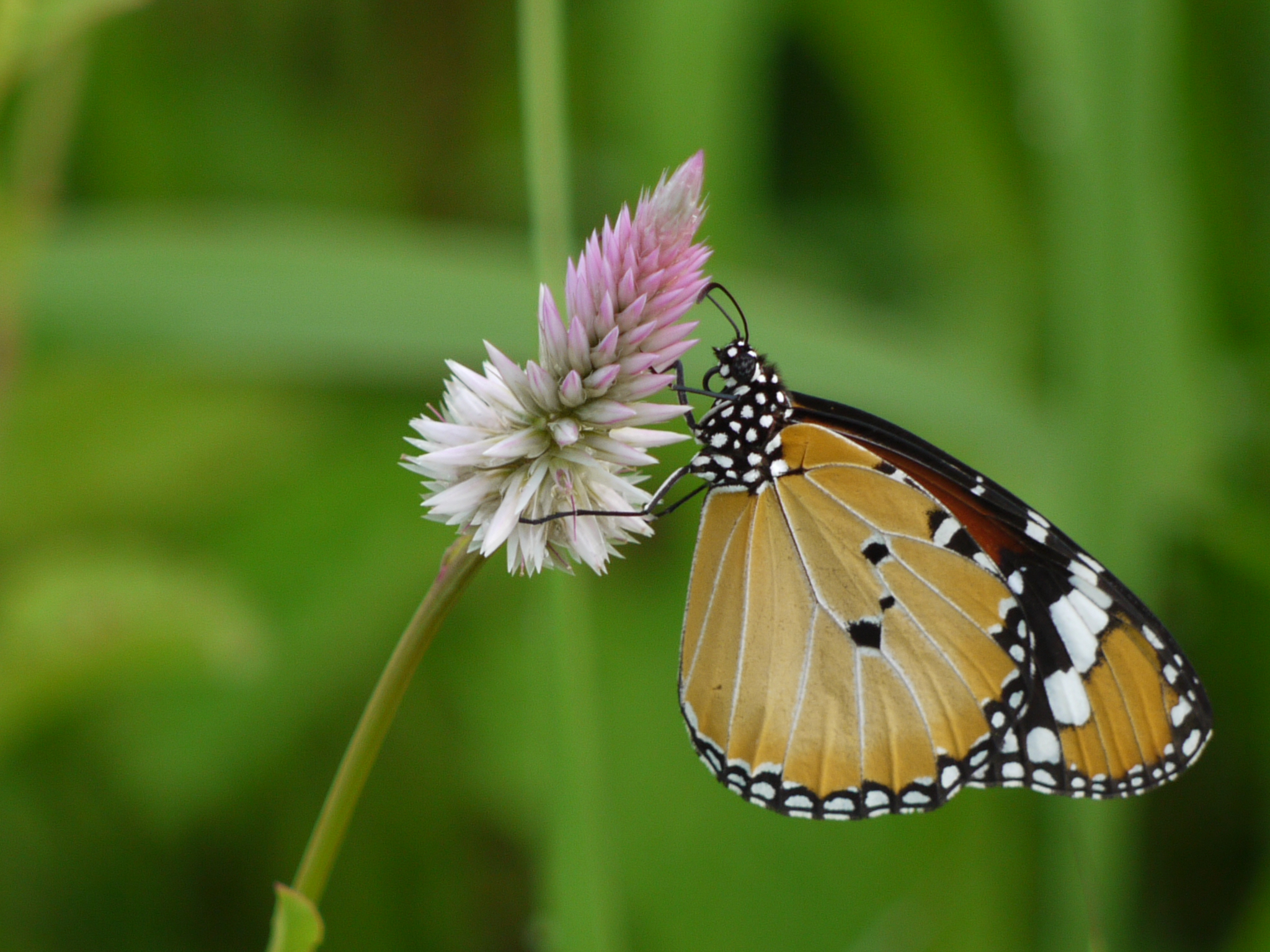
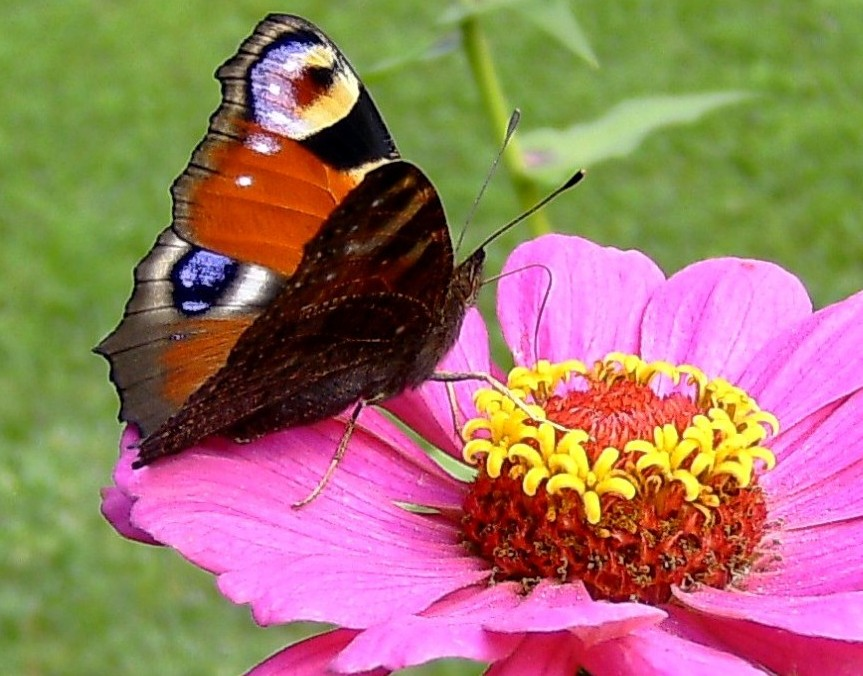
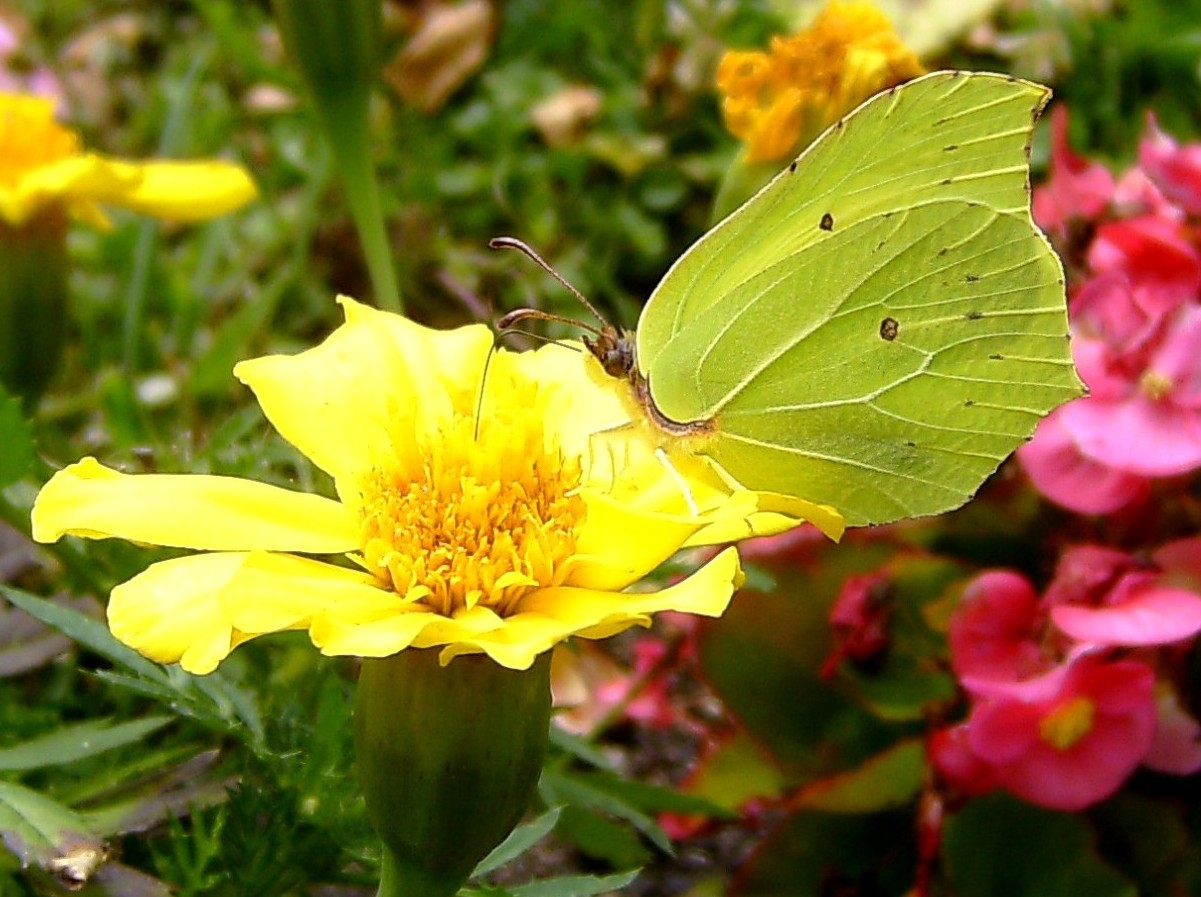
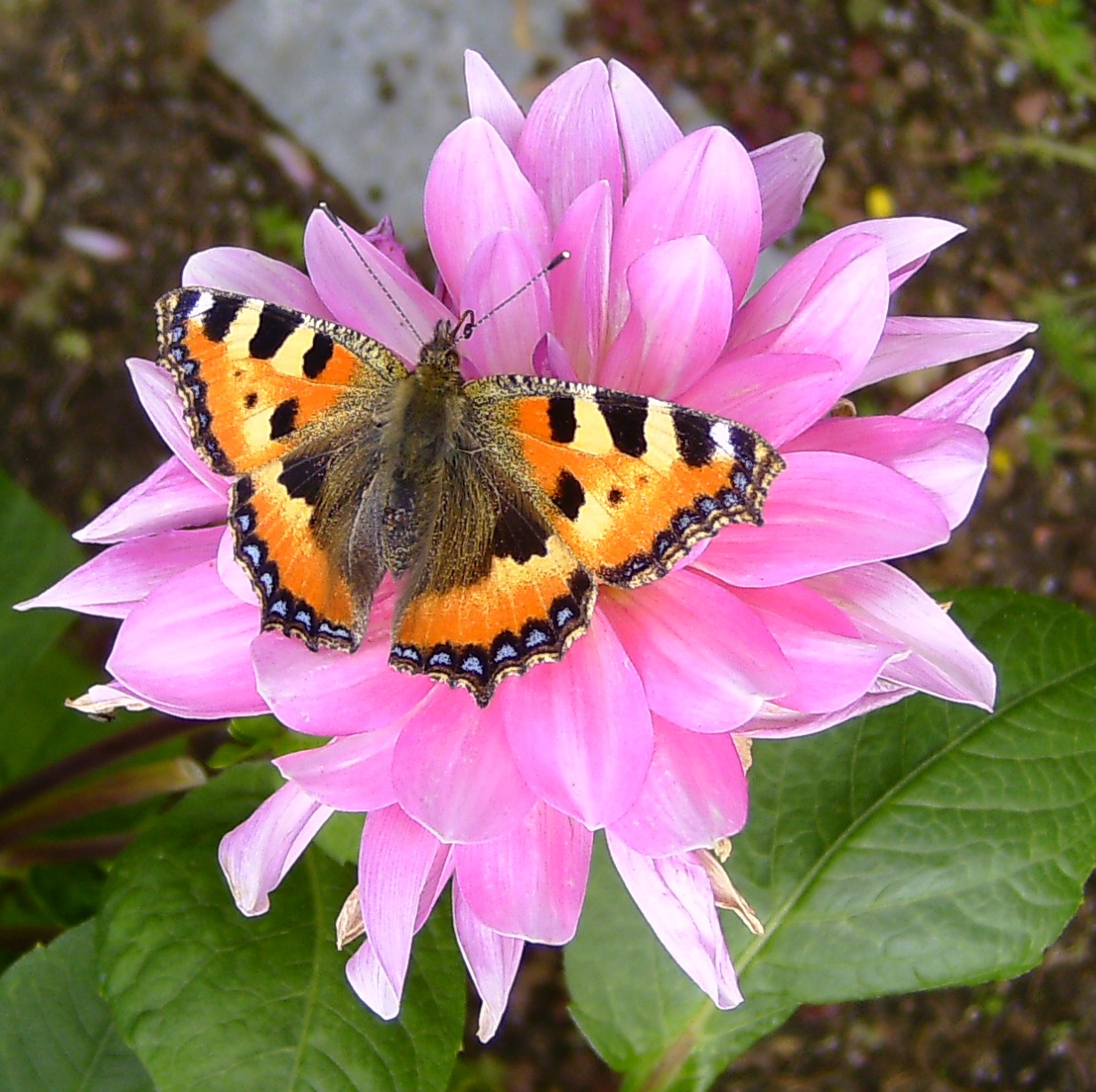
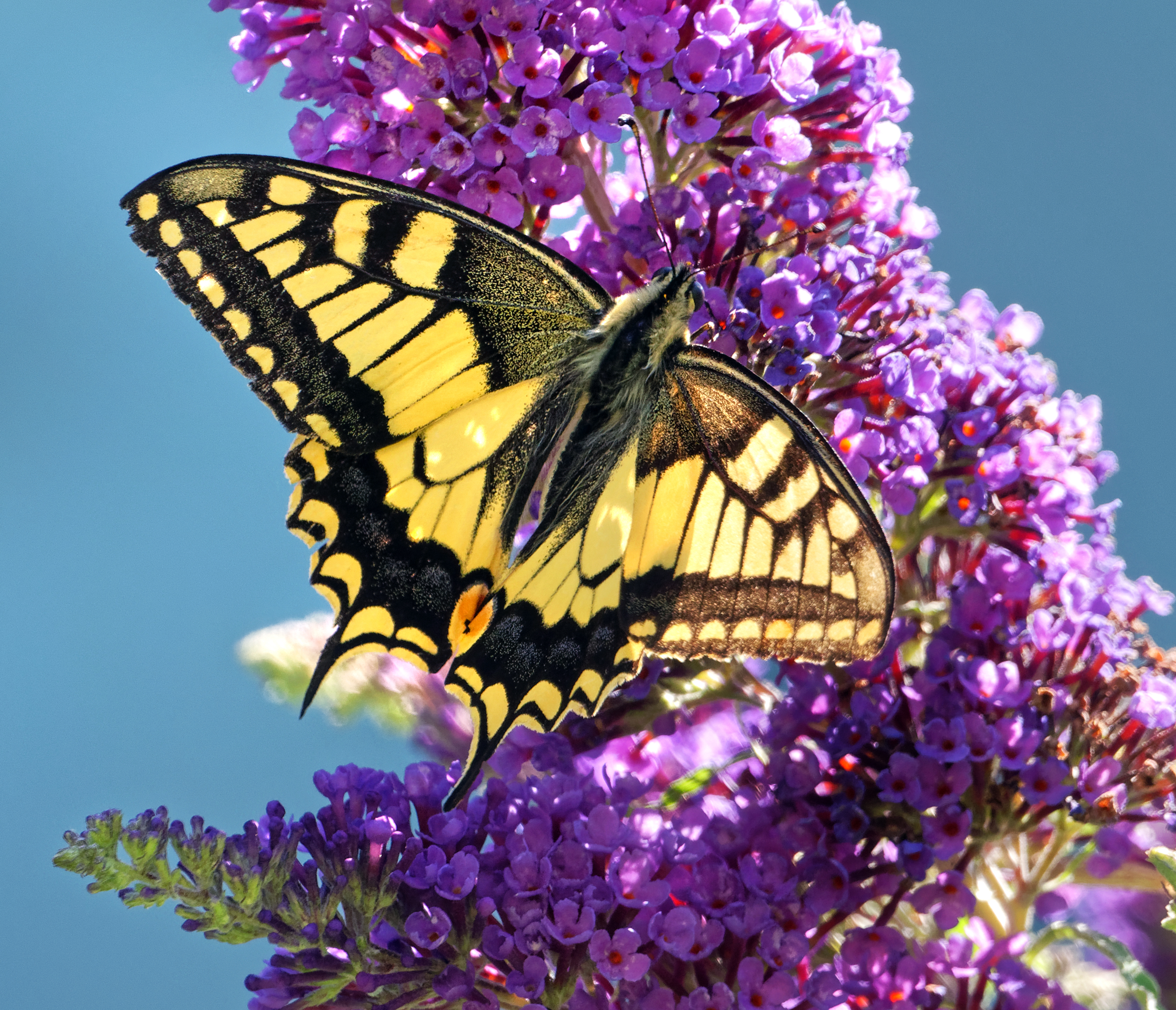
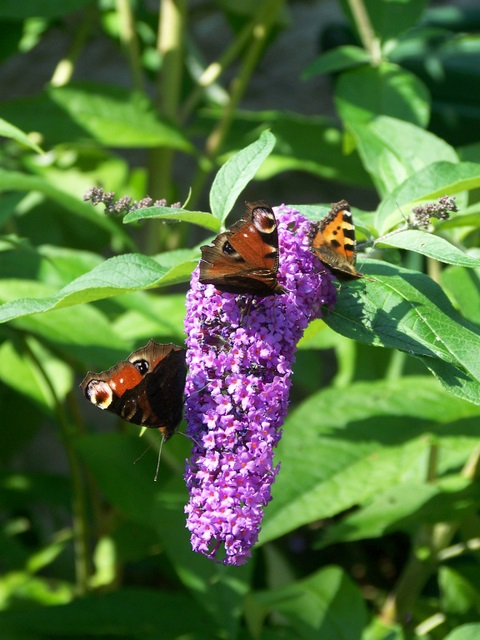
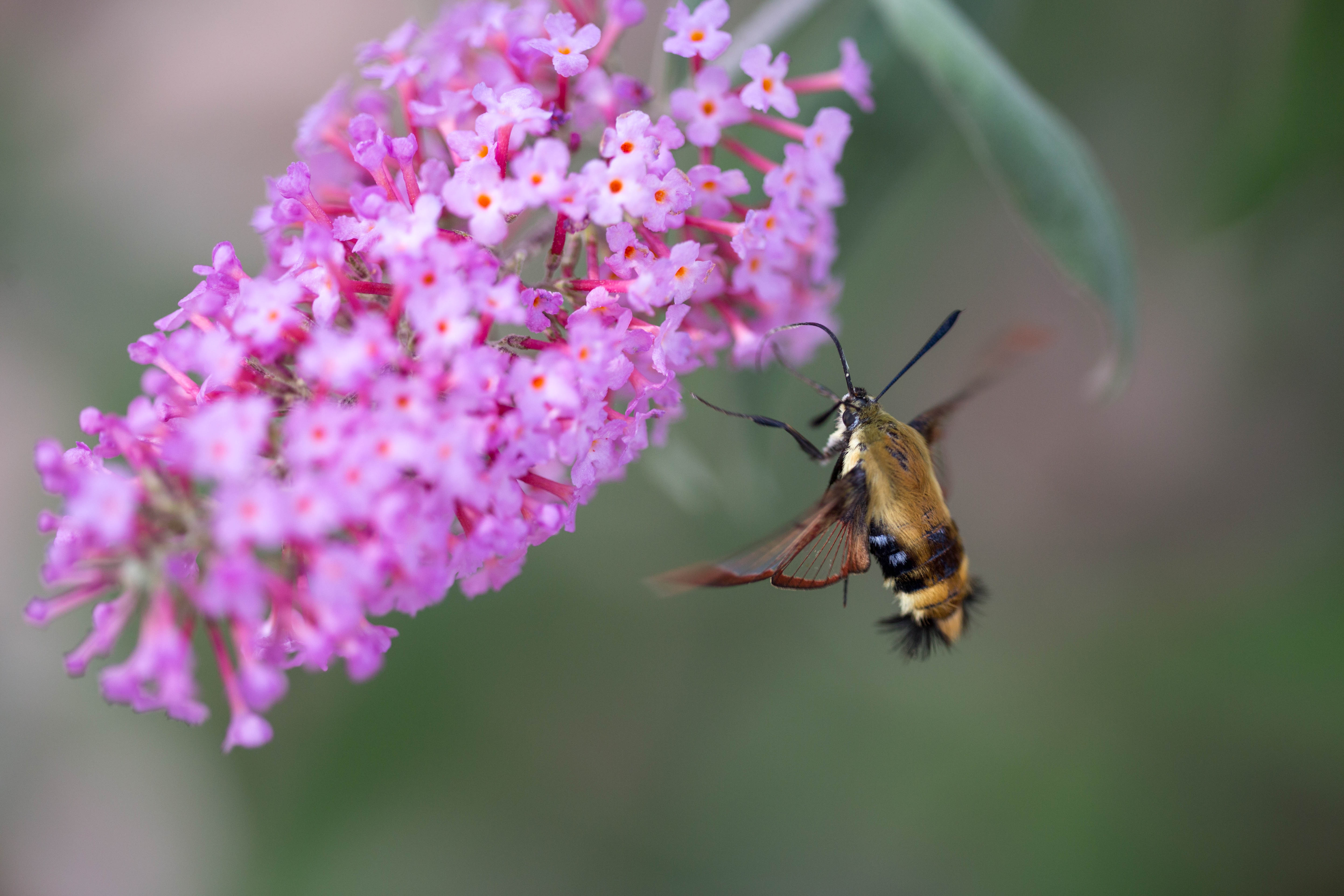
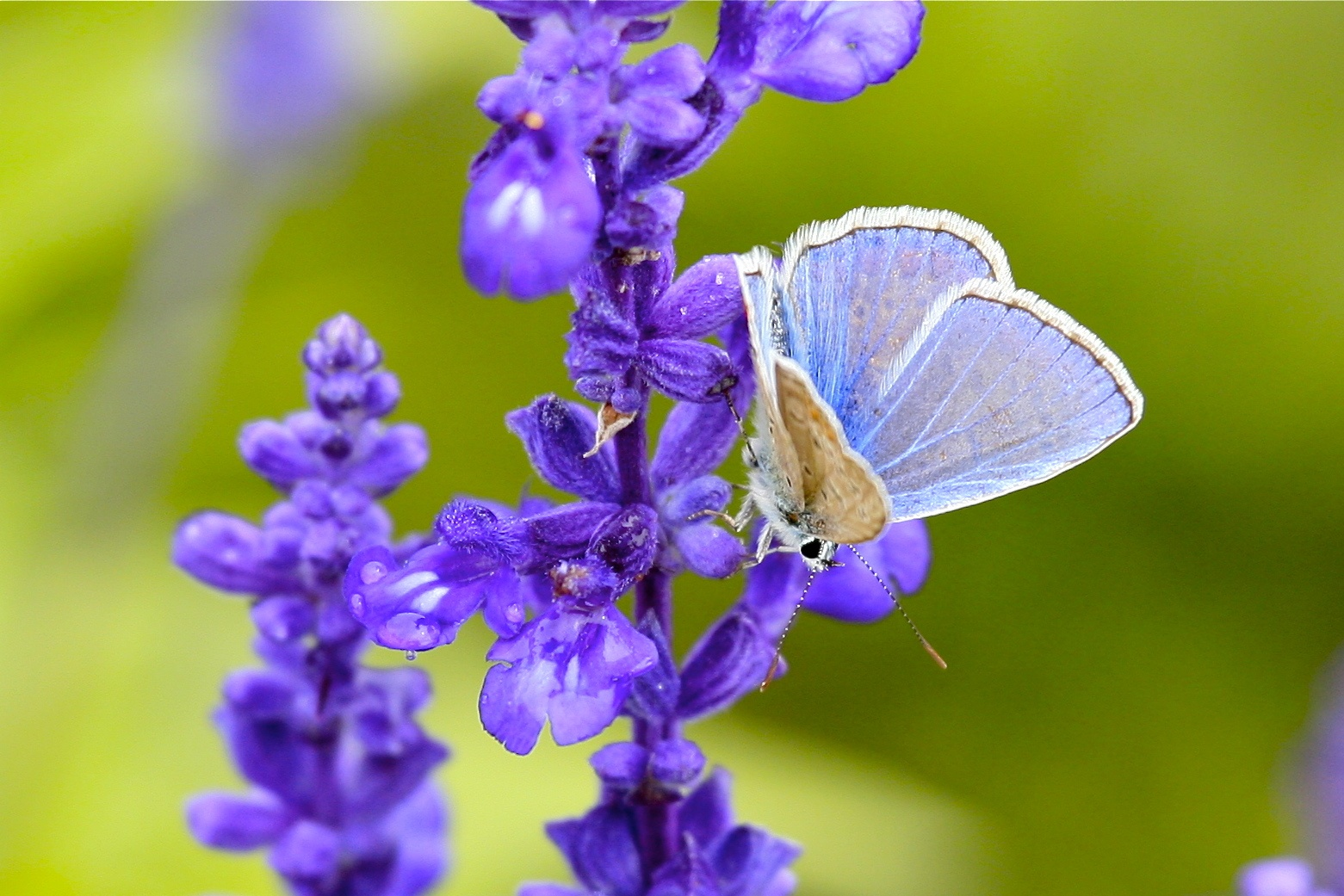
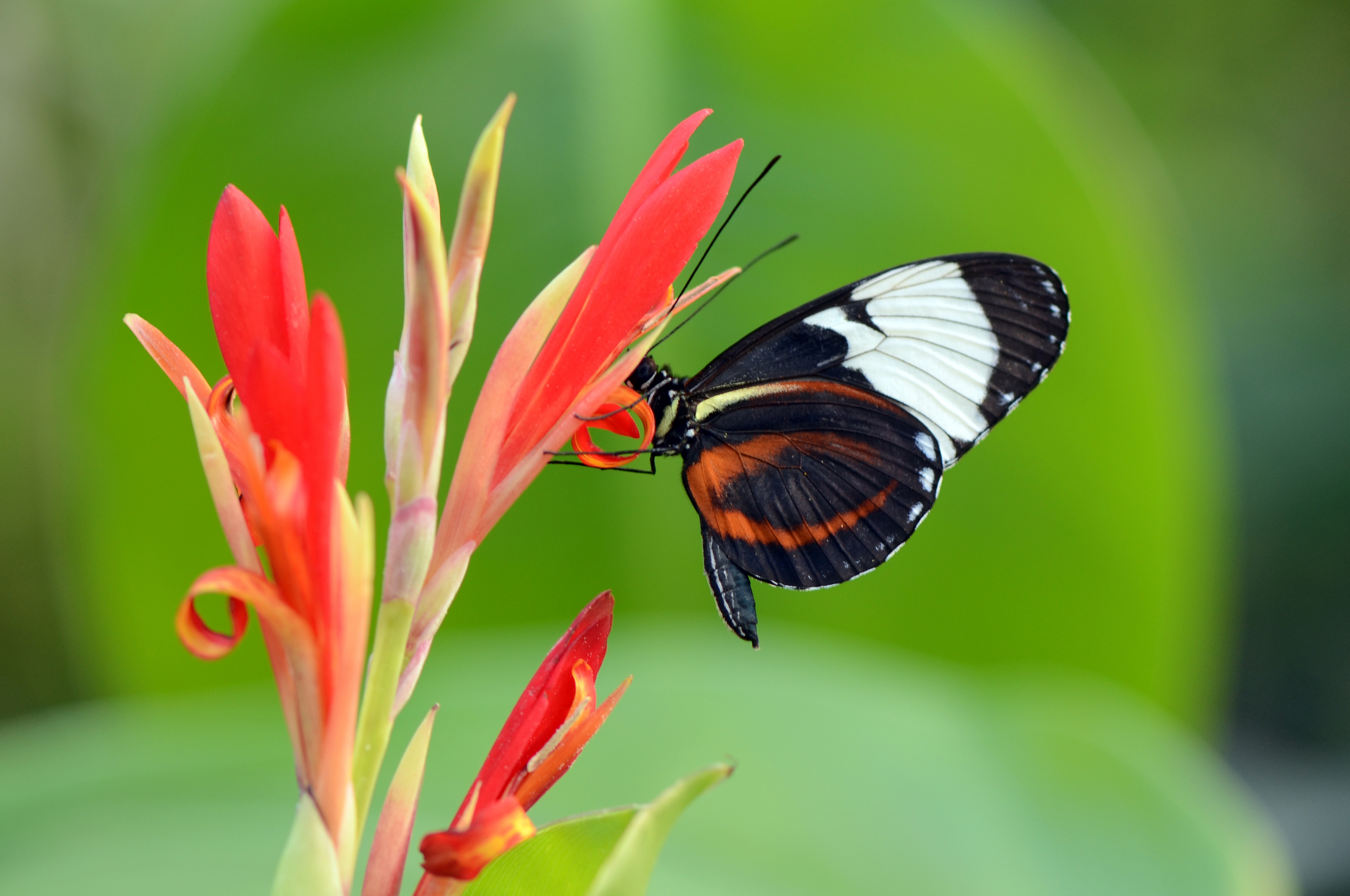
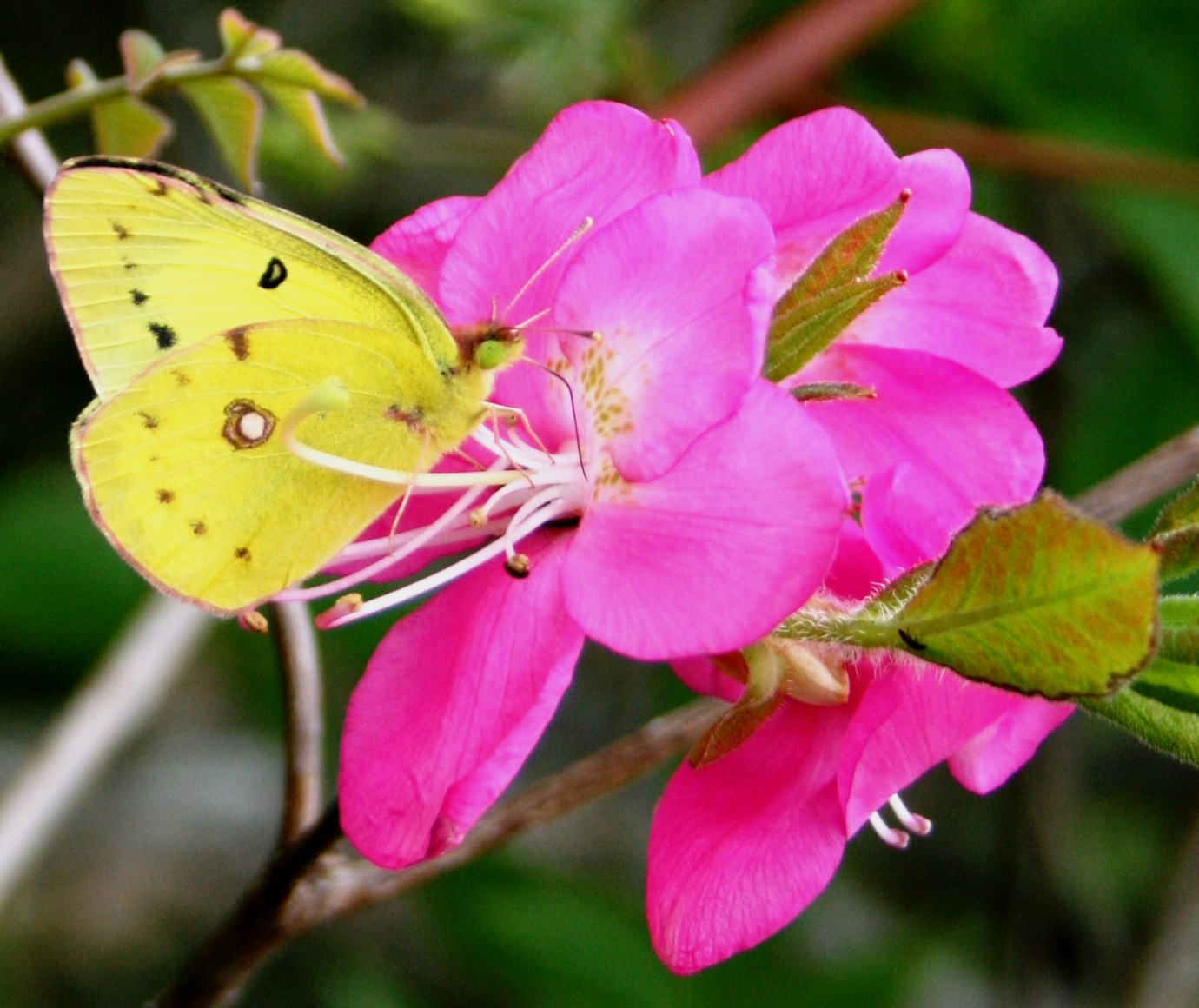
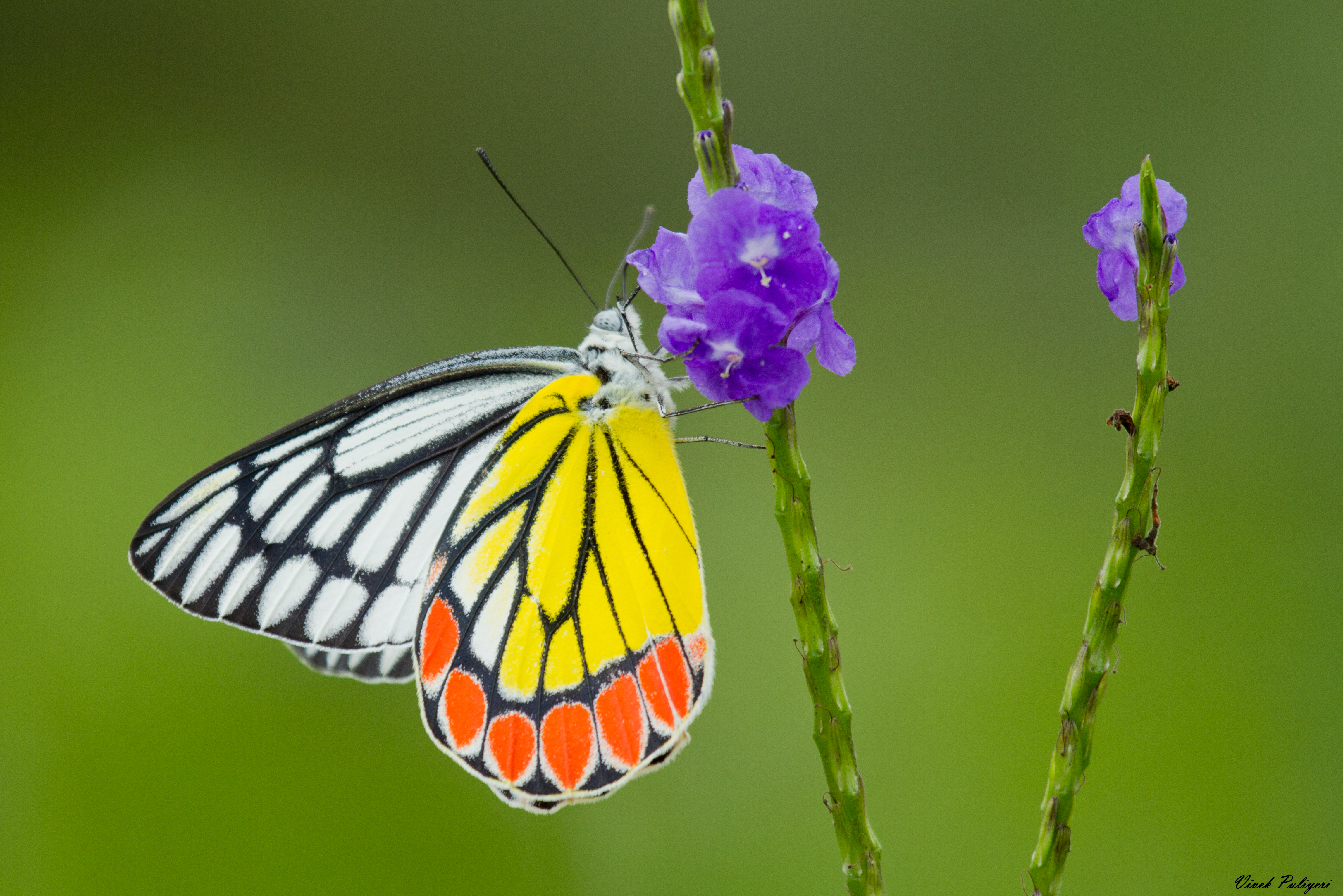
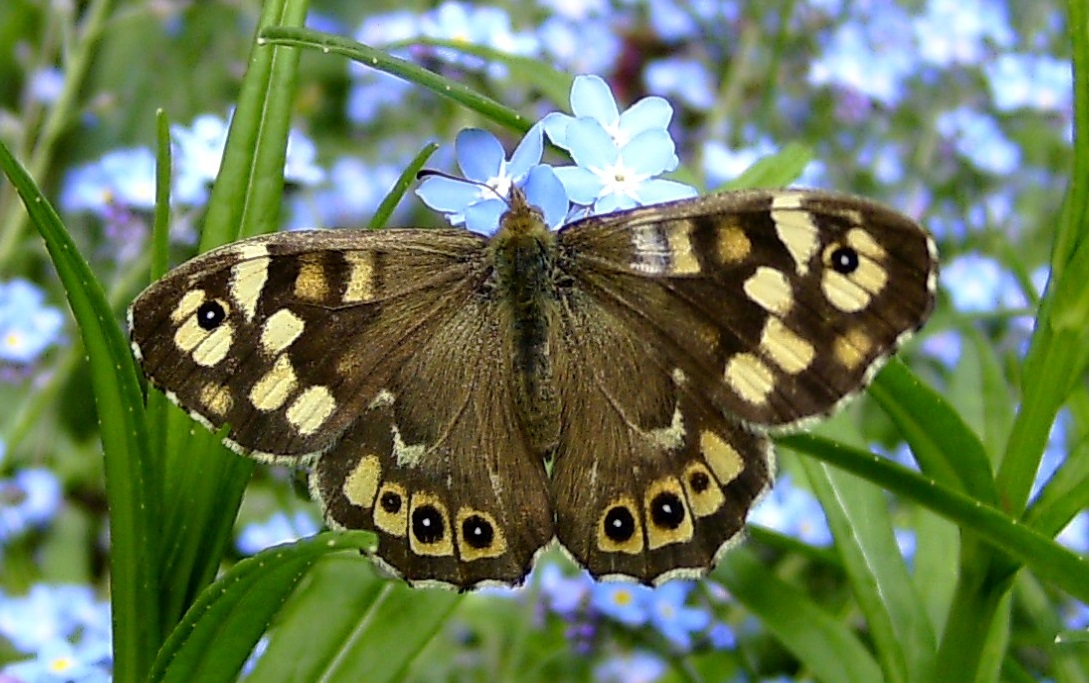
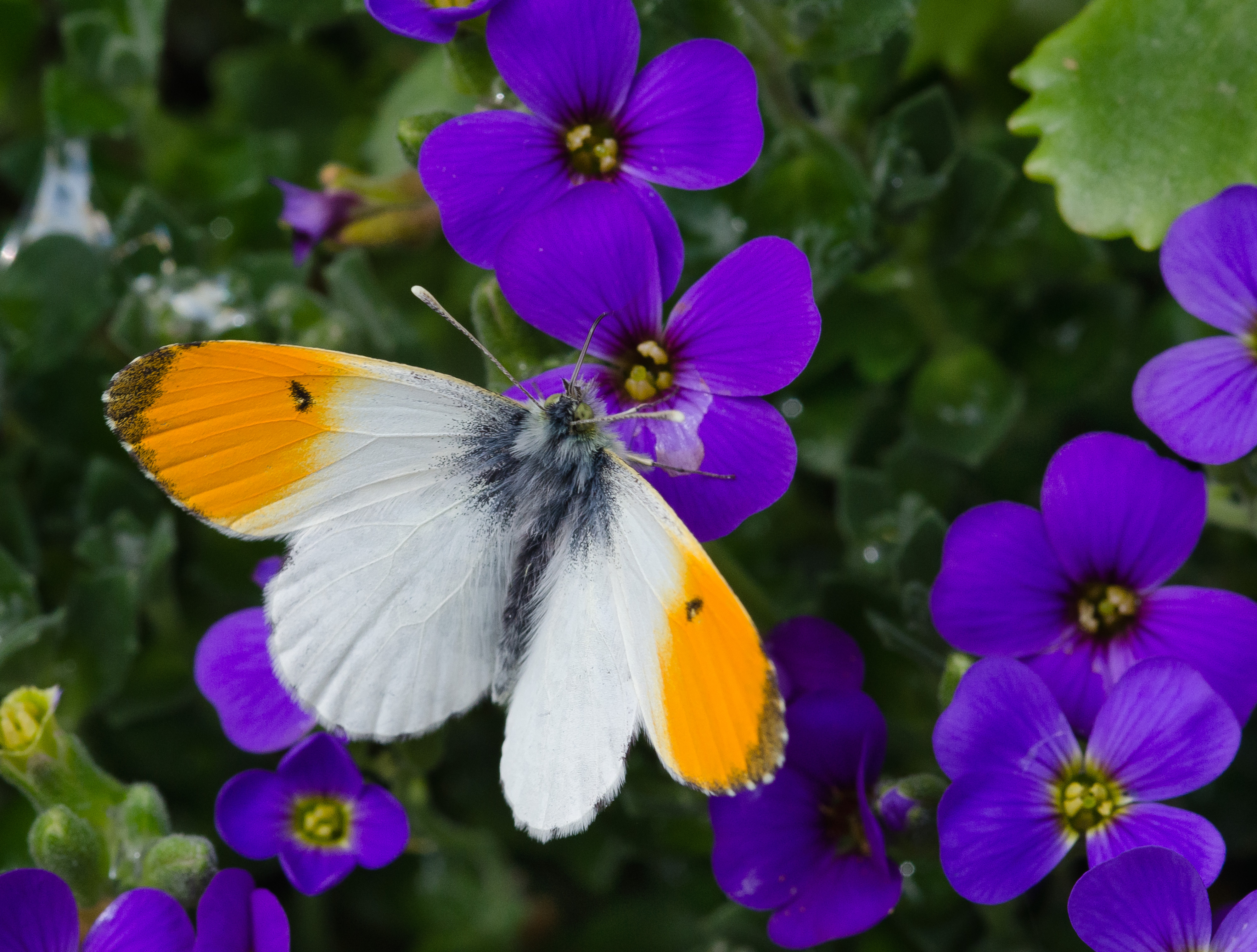
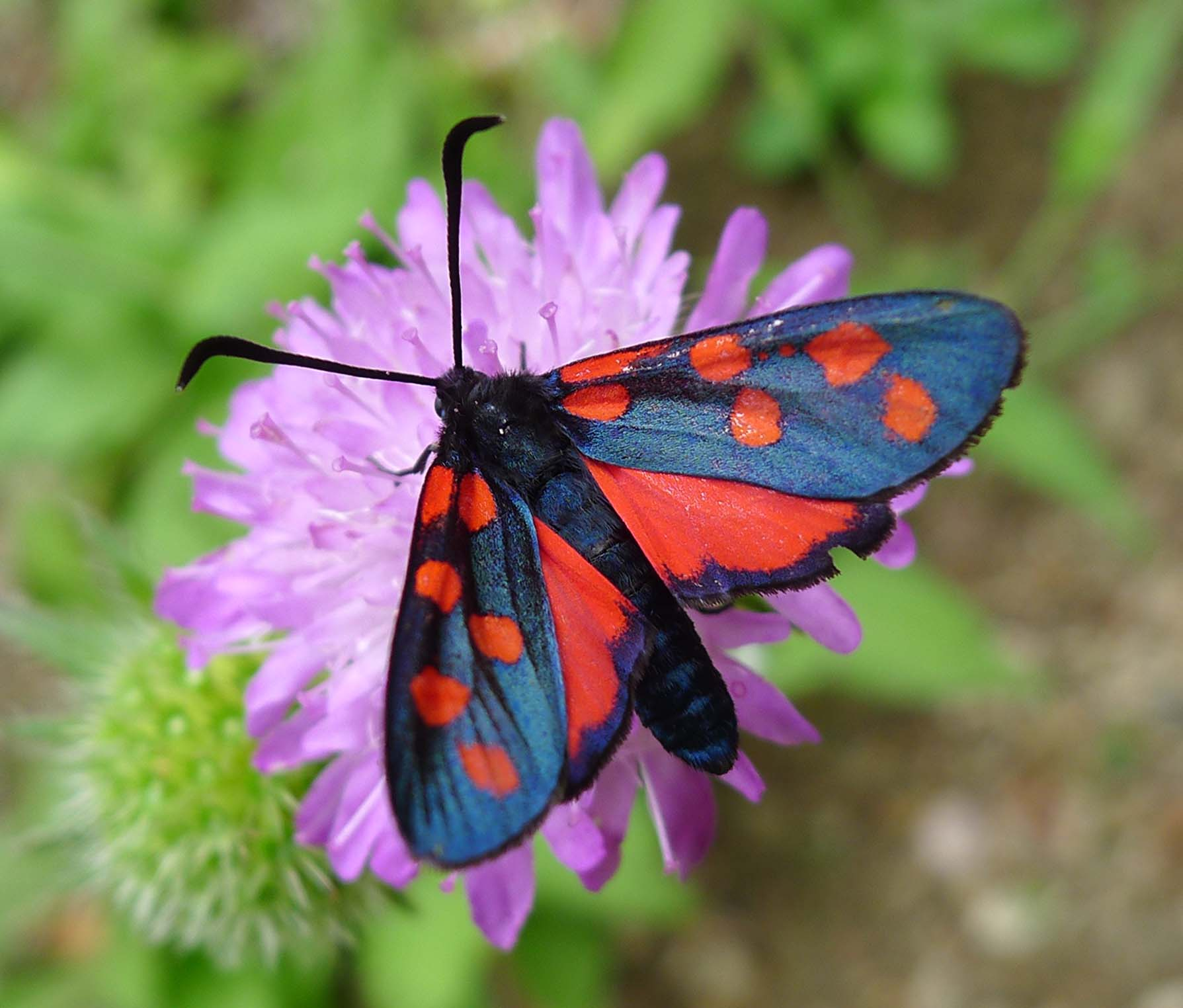
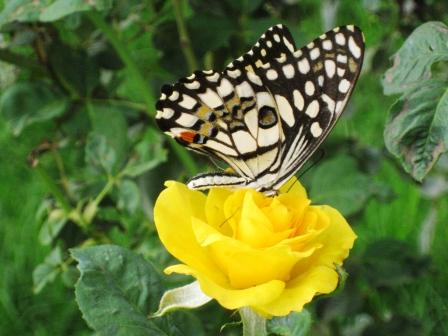
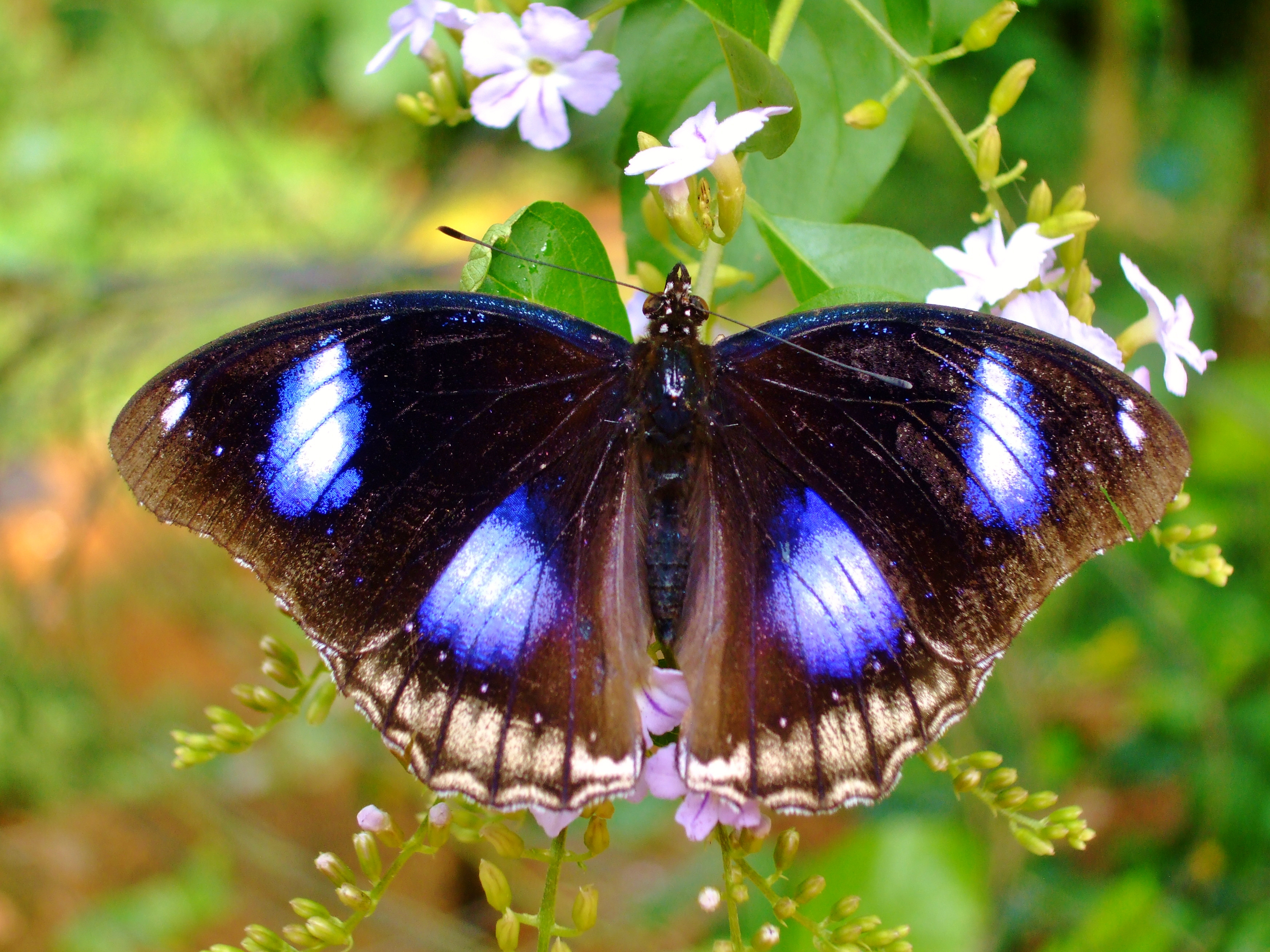
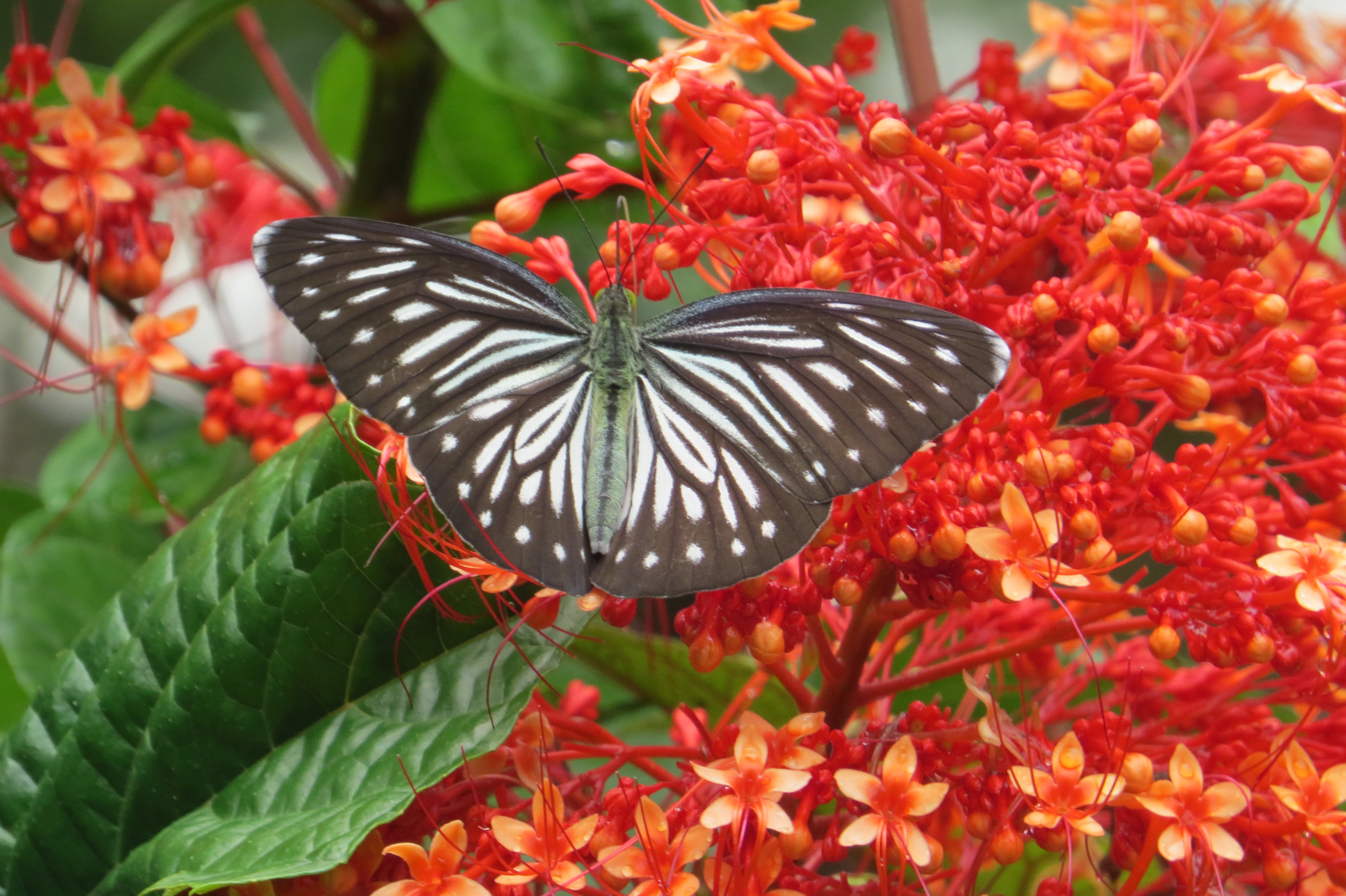
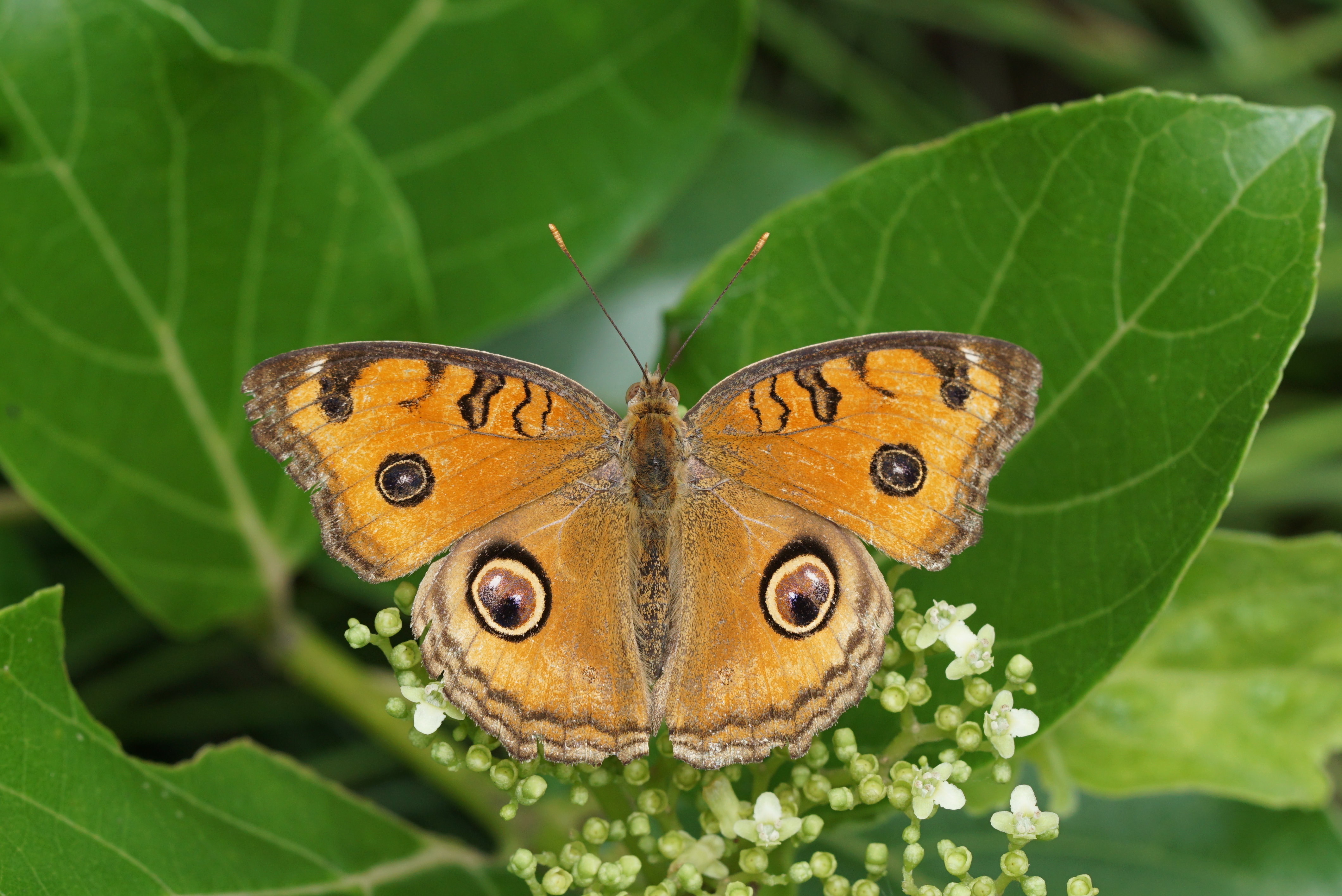
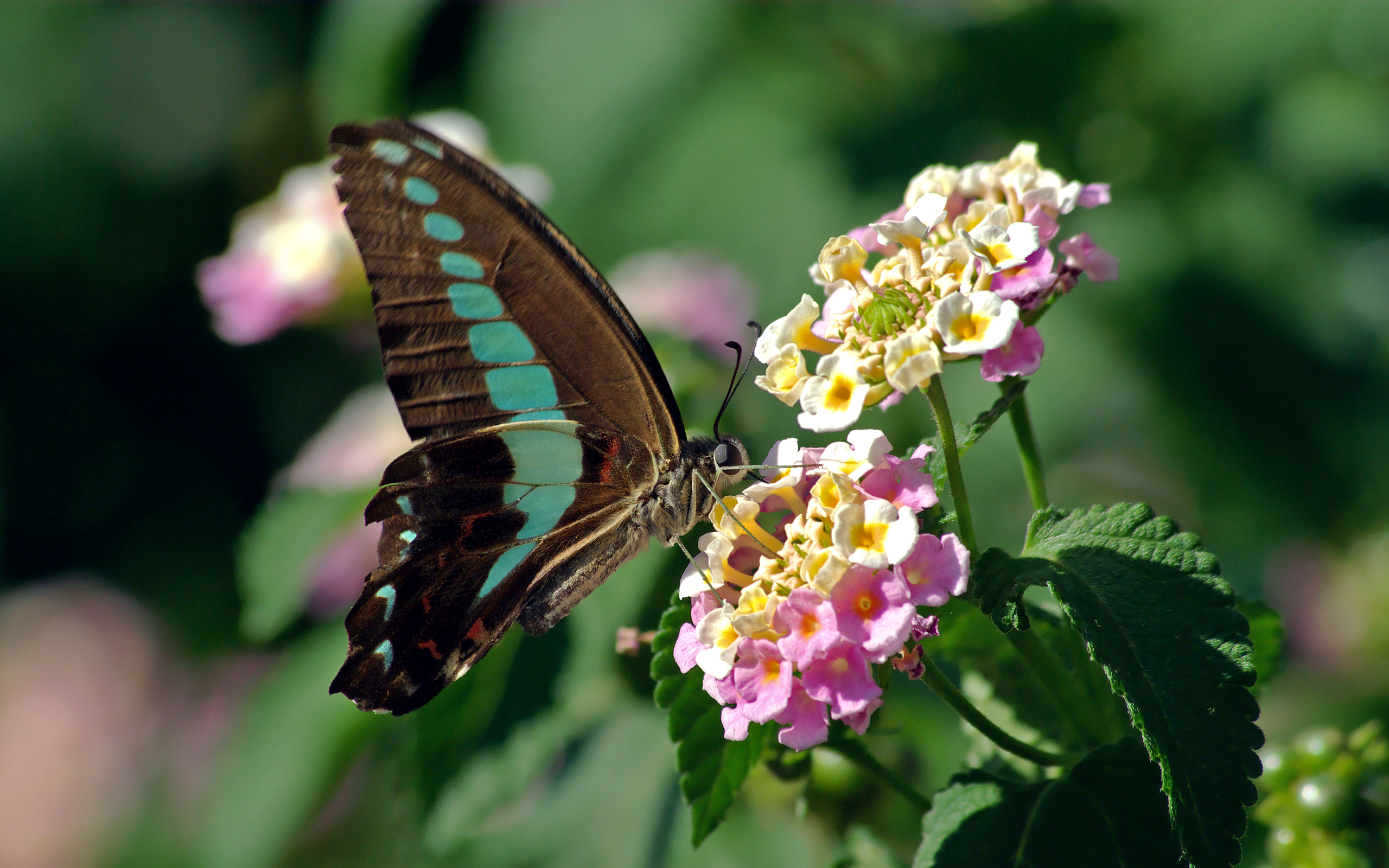
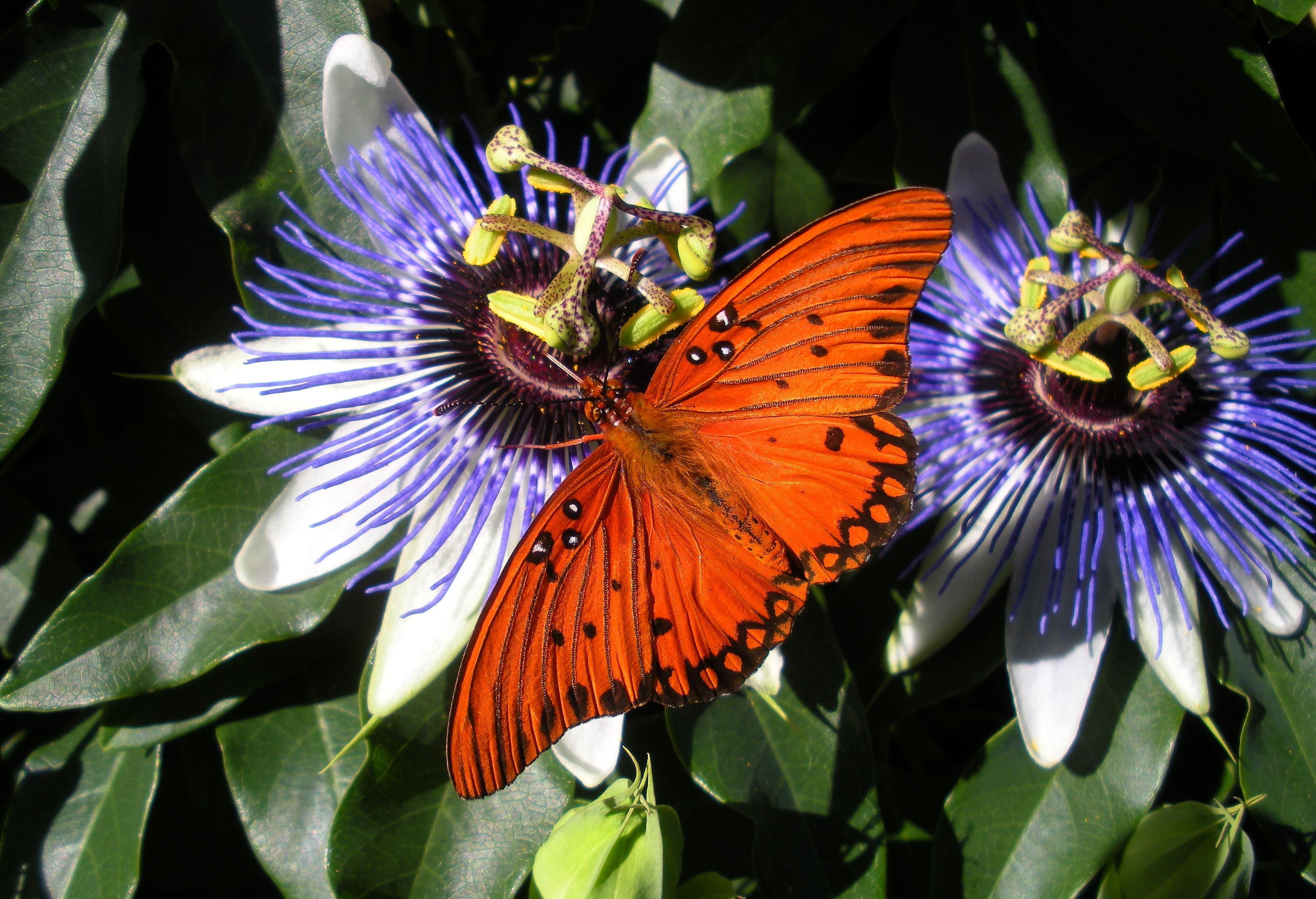